# 朝井村
朝井村（あさいむら）は山梨県西山梨郡にあった村。現在の甲府市中心部の南方、笛吹川と荒川の合流点にあたる。

## 地理
- 河川：笛吹川、荒川

## 歴史
- 1875年（明治8年）1月 - 山梨郡中村・東下条村・下今井村・小曲村が合併して朝井村となる。
- 1878年（明治11年）7月22日 - 郡区町村編制法の施行により、朝井村が西山梨郡の所属となる。
- 1889年（明治22年）7月1日 - 町村制の施行により、朝井村が単独で自治体を形成。
- 1954年（昭和29年）10月17日 - 甲府市に編入。同日朝井村廃止。

## 交通

### 道路
現在は旧村域を中央自動車道が通過するが、当時は未開通。